# Holothuria cumulus
Holothuria cumulus is een zeekomkommer uit de familie Holothuriidae.
De wetenschappelijke naam van de soort werd in 1921 gepubliceerd door Hubert Lyman Clark.